# Парламентские выборы в Сербии (2020)
Парламентские выборы в Сербии состоялись 21 июня 2020 года. Первоначально они должны были пройти 26 апреля 2020 года, однако были перенесены из-за чрезвычайного положения связанного с пандемии COVID-19.
В период перед выборами состоялся межпартийный диалог при посредничестве Европейского парламента и были внесены определённые изменения в избирательное законодательство. Многочисленные парламентские и непарламентские политические партии бойкотировали выборы, в том числе крупнейшая оппозиционная коалиция «Альянс за Сербию», которая заявила, что не были созданы условия для свободных и справедливых выборов. Это привело к самой низкой явке избирателей с момента создания многопартийной системы в 1990 году. Коалиция, возглавляемая «Сербской прогрессивной партией», выиграла одни из крупнейших парламентских выборов в Европе.
Организации по наблюдению за выборами заявили, что выборы были проведены эффективно в соответствии с минимальными демократическими стандартами, но отметили некоторые нарушения, которые повлияли на явку избирателей и результаты. ОБСЕ сообщило, что многие предыдущие рекомендации БДИПЧ не были приняты, в то же время критикуя отсутствие свободы в средствах массовой информации.